# Canne de combat
Vous lisez un « bon article » labellisé en 2018.
Pour les articles homonymes, voir Canne.
La canne de combat est un sport de combat de percussion français. Il se pratique à l'aide d'un objet contondant, la canne, un bâton de châtaignier de 95 cm de long avec lequel le « tireur » doit toucher son adversaire sans être lui-même touché.
Les premières traces écrites de théorie concernant la manipulation de cannes et bâtons en Occident remontent à la fin du Moyen Âge. La canne de combat ne commence toutefois à être perfectionnée qu'au milieu du XIXe siècle : plusieurs maîtres d'armes élaborent des méthodes, et la canne connaît son apogée à cette période, au point qu'elle figure aux programmes des concours d'exercices physiques et de sports de l'Exposition universelle de 1900 puis comme sport de démonstration aux Jeux olympiques d'été de 1924. Avec l'amélioration de la sécurité de Paris, sa pratique décline. Dans les années 1950, la pratique de la canne de combat destinée au sport et à la compétition est développée par Maurice Sarry sous l'égide de la Fédération de savate boxe française, et c'est sous cette forme qu'elle est pratiquée de nos jours.
Le répertoire technique de la canne de combat comprend six attaques codifiées, qui ciblent le flanc, la tête ou les jambes de l'adversaire. Chaque attaque doit être précédée d'un « armé », mouvement qui amène la main tenant la canne derrière l'axe de la colonne vertébrale ; cet armé, qui était historiquement destiné à augmenter la puissance des coups, donne une information à l'adversaire, et, par la dimension tactique qu'il donne aux assauts, constitue toute la richesse de la discipline dans sa pratique actuelle. Le combat se déroule dans une aire circulaire de neuf mètres de diamètre, et est divisé en plusieurs périodes (« reprises ») d'une à deux minutes durant lesquelles chaque tireur doit porter le plus de touches possible. Les assauts ont lieu sous la supervision d'un arbitre et sont notés par trois juges.
Ce sport compte son plus grand nombre d'adeptes en France, mais il est aussi pratiqué ailleurs dans le monde. Sa pratique compétitive est organisée en France par le Comité national de canne de combat et bâton depuis 1979. Des compétitions internationales sont organisées depuis 2004 telles que le championnat du monde et le championnat d'Europe.

## Historique et évolution
L'utilisation de la canne ou du bâton comme objet de défense est très ancienne ; toutefois, en Occident, les premiers écrits évoquant une forme d'escrime propre au bâton remontent à la fin du XIVe siècle et au XVe siècle. Il faut attendre le XVIe siècle pour voir émerger des traités théorisant la manipulation du bâton, notamment avec Der Altenn Fechter anfengliche Kunst (1531) et La noble science des joueurs d'épée (1538),. Le bâton est pratiqué et enseigné par les maîtres d'armes de Paris jusqu'en 1644, où sa pratique devient facultative, entraînant son déclin. L'art de manier la canne a été maintenu par les compagnons, pour lesquels la canne constitue non seulement un symbole, mais joue également un rôle défensif, notamment au cours de batailles entre sociétés concurrentes, au point que de nombreux compagnons ont recours à des maîtres d'armes pour s'exercer au maniement de leur canne,.

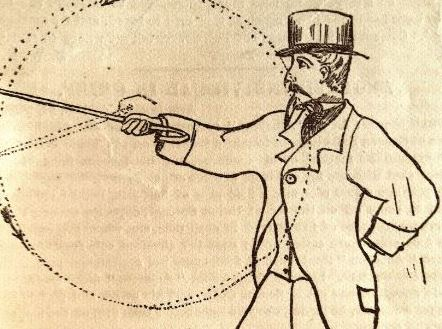
Le traité Self-defense for gentlemen and ladies de (1878) présente un chapitre de défense à l'aide de bâtons et de cannes.

Au début du XIXe siècle, la canne a mauvaise réputation. Elle est en effet pratiquée, à l'instar de la savate, par des bandes criminelles ; cependant, avec l'interdiction de porter l'épée à Paris sans permis de port d'arme, le milieu du XIXe siècle voit progressivement l'apparition de salles d'armes dédiées à la savate et à la canne, attirant petit à petit la bonne société,. La canne de combat est alors codifiée par des maîtres de savate et de sabre afin de l'enseigner comme arme de défense. Plusieurs traités voient le jour, tout d'abord celui de Louis Leboucher (1843), puis celui d'un élève de Michel dit « Pisseux » (vers 1848),. Une méthode plus aboutie, faisant appel à des mannequins, est élaborée par Larribeau en 1856. C'est la grande époque pour la canne de combat française ; des combats sont montrés dans les salons. En parallèle, l'armée française introduit l'enseignement collectif du bâton et de la canne et publie un nombre important de manuels intégrant leur usage, souvent associé à la boxe française, comme le traité de Bouffémont en 1871, celui du ministère de la Marine et des Colonies en 1875,, puis celui de P. Le Guénec en 1886 et celui de Bonnefont en 1890. De même, à partir de 1880, l'enseignement de la canne de combat est dispensé dans le milieu scolaire, avec notamment un manuel publié en 1892 qui prévoit des exercices de canne. Entre la fin du XIXe siècle et le début du XXe siècle, la pratique de la canne de combat se développe dans d'autres pays d'Europe : Pierre Vigny crée sa méthode et en répand l'enseignement au Royaume-Uni, contribuant au perfectionnement du bartitsu, l'exil de Joseph Charlemont à Bruxelles est à l'origine de l'essor de la canne en Belgique.
Enfin, Charlemont publie en 1899 un traité qui codifie une pratique de la canne plus sportive ; les démonstrations de canne aux Jeux olympiques de 1900 (bien que la première codification de la pratique compétitive de la canne de combat ne soit élaborée qu'en 1903) et aux Jeux olympiques de Paris en 1924 (voir Savate aux Jeux olympiques d'été de 1924) sont basées sur sa méthode. La canne est beaucoup pratiquée au début du XXe siècle : elle fait notamment partie de techniques enseignées aux Brigades du Tigre (entre 1907 et 1921), et elle reste un moyen de défense pour se protéger dans la rue, dans un contexte de grande insécurité (notamment face à des bandes de criminels, comme les Apaches). Cependant, la sécurité des rues de Paris s'améliore vers 1920, et la canne devient davantage un article d'apparat ; la pratique de la canne de combat est délaissée. D'autres sources évoquent également le manque d'instructeurs à la suite de la Première Guerre mondiale et l'abandon du sabre dans l'armée.
La pratique de la canne sportive réapparait dans les années 1950 avec la méthode de Roger Lafond, discipline enseignée au sein de la Méthode R.&J. Lafond, qui propose une approche axée vers la self-défense, dont les armés sont plus courts, partant du poignet et de l'avant-bras. C'est cependant dans les années 1960 que la pratique sportive contemporaine de la canne de combat est mise en place, d'abord par la création du Comité national de boxe française en 1965 par Pierre Baruzy, puis par les ouvrages de Bernard Plasait en 1971 et de Maurice Sarry en 1978, ; la méthode de ce dernier, plus orientée vers une pratique compétitive et éliminant les coups dangereux, prévoit des règles d'arbitrage et codifie les mouvements,. La première compétition de canne de combat selon la méthode de Maurice Sarry se tient en 1979. Sarry crée le Comité national de canne de combat et bâton (CNCB) en 1983 (qui devient le Comité National de Canne de Combat et Bâton, C.N.C.C.B. en décembre 2000) ; cette organisation, sous l'égide de la Fédération française de savate boxe française et disciplines associées, règlemente la pratique sportive actuelle de la canne de combat.

## Présentation

### Description
La canne de combat est un sport de combat qui oppose deux adversaires, dénommés « tireurs », dans un espace défini, « l'aire de combat », et dans un temps défini, « la reprise ». La confrontation se fait à l'aide d'une canne et d'un répertoire donné d'attaques. Cette discipline amène le tireur à manier la canne à travers des mouvements physiques, techniques et tactiques : enchaînements, esquives, feintes, sauts, touches et acrobaties.
Le pratiquant de la canne de combat est parfois appelé « canniste ».
On distingue deux types de confrontations : les assauts compétitifs, où les tireurs cherchent à se toucher sans l'être en retour, et les assauts démonstratifs, où la recherche de la coopération prime.

### Présentation de l'arme
Telle qu'elle a été codifiée dans les années 1970, par Maurice Sarry, pour être pratiquée en compétition sportive, la canne de combat est légère, en châtaignier et de forme légèrement tronconique.
Elle a une longueur de 95 cm pour un poids de 90 à 130 g et est composée de trois parties qui sont de la base au sommet : la manchette (premiers 15 cm), la surface de parade et la surface autorisée de touche (20 derniers centimètres).
Il est possible d'ajouter un adhésif antidérapant sur la manchette. Des adaptations de l'arme sont prévues pour les mineurs selon leur tranche d'âge, que ce soit par la longueur de l'arme (85 ou 90 cm) ou par l'usage de cannes en mousse.

### Organisation de la discipline
En France, le développement de la canne de combat est organisé par le Comité national de canne de combat et bâton (CNCCB), au sein de la Fédération française de savate boxe française et disciplines associées. Au niveau international, les différentes compétitions ont lieu sous l'égide de la Fédération internationale de savate.

## Répertoire technique
La richesse de ce sport vient de la diversité des coups, des multiples façons de les réaliser et de la liberté de l'expression de ces techniques, que ce soit dans les déplacements ou les enchaînements.
Décalages, esquives, sauts, voltes (mouvements tournants), feintes, font partie intégrante des assauts de canne avec pour finalité la touche. La liberté de mouvement autorisée permet à chaque canniste d'acquérir son propre style.

### Attaques codifiées
- Surfaces de touche valides en canne de combat[38]

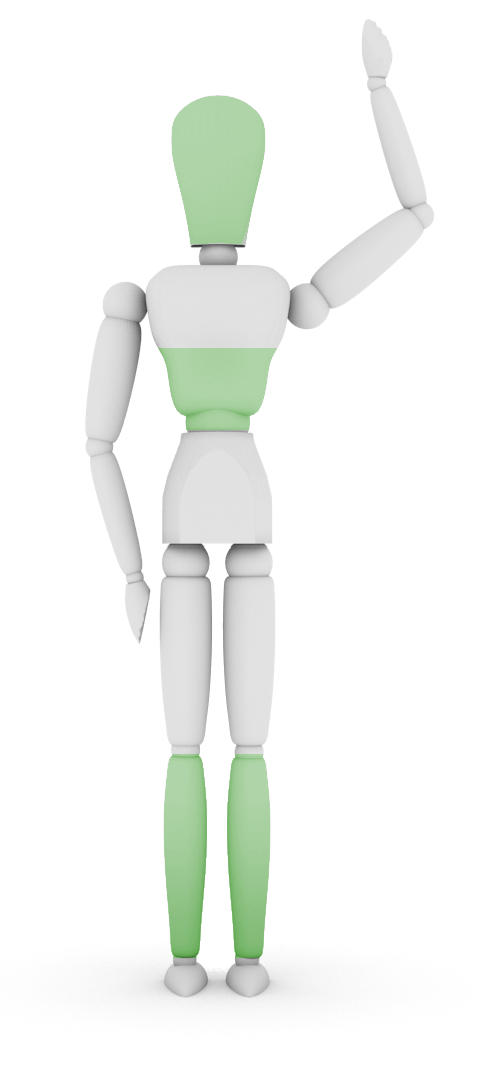
Surfaces de touche valides en canne de combat

Il existe six attaques codifiées en canne de combat. Deux coups latéraux, le « latéral extérieur », et le « latéral croisé »,, peuvent être portés sur trois surfaces de frappe : la figure (ou ligne haute), qui comprend l’ensemble du visage, le côté et le dessus du crâne ; le flanc (ou ligne médiane), situé entre le nombril et les pectoraux ; et les jambes (attaque en ligne basse), entre la cheville et le genou. Deux coups verticaux peuvent être portés en tête : le « brisé », et le « croisé tête »,. Enfin, deux coups verticaux ont pour cible les jambes : l'« enlevé », et le « croisé bas » (ou croisé jambe),.
Ces six techniques peuvent se faire de l'une ou l'autre main, ou en changeant la canne de main dans le cadre de l'assaut, constituant ainsi un élément de surprise, de diversité tactique et technique. Seules ces techniques sont autorisées en compétition, à l’exclusion de toute autre.
Les surfaces de frappes décrites ci-dessus sont les seules autorisées. Les attaques ciblant la jambe doivent être accompagnées par l'attaquant d'une fente avant ou arrière, d'une flexion ou d'un grand écart.
Les touches doivent se faire avec le quart supérieur de l'arme, de taille, les coups d'estoc n'étant pas autorisés.
Pour être valide, chacun de ces coups doit être précédé d'un « armé », geste qui consiste à passer la main tenant la canne derrière l'axe de la colonne vertébrale,,. Si historiquement, l'armé consistait à donner de la puissance aux coups, ce n'est plus l'objectif de nos jours. L'armé présente l'inconvénient de donner une indication à l'adversaire, tout en exposant le corps du tireur, mais c'est justement cet inconvénient qui fait la richesse de la discipline, car il amène le tireur à rechercher des enchaînements plus poussés dans le but de surprendre son adversaire.
Ceci fait partie de ce qu'on appelle le « premier degré », il s'agit d'exécution simple des techniques.

### Le salut et la garde
Au début et à la fin de chaque assaut, chaque tireur effectue un salut, qui consiste en la réalisation successive d'un « enlevé » et d'un « croisé-bas »,.
La garde est la position dans laquelle le tireur débute l'assaut. En garde conventionnelle, le pied du côté de la main armée se situe en avant, et est dirigé vers l'adversaire. L'autre pied est orienté à 45° par rapport au premier et situé à une distance d'environ un pied en arrière. Les jambes sont légèrement fléchies, assurant dynamisme et équilibre,.
La garde opposée s'effectue en mettant en avant le pied opposé à la main armée.

### Défenses
Il est obligatoire de se défendre contre une attaque portée par son adversaire avant de pouvoir riposter. Il existe deux modes de défense codifiés : la parade et l'esquive.
La parade consiste à interposer sa canne pour interrompre l'attaque adverse. Les parades chassées et les désarmements sont interdits,. La parade totale, qui couvre trois zones de touche en même temps, n'est pas autorisée en compétition.
Les esquives consistent à soustraire à l'attaque la cible de celle-ci. L'esquive peut se faire sur place en effectuant un mouvement de retrait de la zone ciblée, ou peut amener le tireur à déplacer un appui ou à se déplacer complètement (on parle alors d'esquive totale).
Ces modes de défense sont généralement plus performants lorsqu'ils permettent d'engager une riposte en préparant l'armé du coup suivant pendant le mouvement de défense,.

### Déplacements
L'assaut se déroulant traditionnellement dans un cercle de 9 mètres de diamètre (ou 6 mètres pour les enfants), le mouvement est un élément central de la tactique. Les déplacements peuvent se faire au cours d'esquives, ou pour contourner l'adversaire (« décalages » et « débordements »). En plus de ces déplacements simples, deux mouvements particuliers sont possibles : la volte et la traversée.
La volte est un mouvement de rotation sur soi qui a l'avantage de troubler les repères et les cibles et de rendre l'attaque qui la finit plus imprévisible. L'attaque, en plus d'être moins prévisible, peut être également accélérée par la volte.
La traversée est un mouvement qui amène à passer très près de son adversaire pour se retrouver derrière lui ; elle doit obligatoirement se terminer par une attaque.

### Le second degré
La simple exécution des attaques codifiées (premier degré) est inefficace car l'information donnée par l'armé permet à l'adversaire de préparer sa défense. Le but du second degré est de perturber l'adversaire afin de lui faire modifier sa garde pour toucher la zone voulue. Diverses tactiques peuvent être utilisées pour cela, et constituent des mouvements du second degré ; elles comprennent entre autres les moulinets, les feintes comme les changements d'armés, les changements de main, les changements de vitesse ou de plan, les déplacements modifiant l'axe de combat, etc.

## La tenue
Différentes tenues sont possibles en fonction du contexte. Dans le cadre d'une pratique de loisir, la tenue se compose simplement de chaussures de sport et de survêtements. Lors d'échanges en club ou pour les compétitions de juniors jusqu'à 12 ans, les tireurs utilisent une tenue simplifiée, composée d'un masque d'escrime matelassé, d'une paire de gants matelassés et d'une paire de protège-tibias. La tenue de compétition comporte plus de protections : en plus de la tenue simplifiée, elle comprend une veste et un pantalon tous deux matelassés ainsi qu'une coquille pour les hommes et un plastron pour les femmes.
Le port de protections supplémentaires est autorisé : genouillères, coudières, protège-malléoles, protection du cou, ou encore protection pelvienne pour les femmes.
| Homme en short et T-shirt portant un masque d'escrime, des gants et des protège-tibias. |
| Tenue allégée de canne de combat.                                                       |

| Homme habillé d'une combinaison matelassée, et portant un masque d'escrime et des gants. |
| Tenue complète de canne de combat.                                                       |

## Les grades
Le Comité national de canne de combat et bâton (CNCCB) a mis en place un système de grades permettant d'évaluer la progression technique des sportifs en canne de combat. Le premier niveau, pour les débutants, est le pommeau bleu, qui atteste de la connaissance du répertoire technique. Le deuxième niveau, ou pommeau vert, évalue la mise en œuvre des techniques en situation de coopération, tandis que le pommeau rouge (troisième niveau) démontre l'acquisition des techniques dans un contexte tendu d'opposition. L'accès à la compétition n'est autorisé qu'aux détenteurs du pommeau rouge. L'évaluation de chacun de ces trois pommeaux dure une vingtaine de minutes et peut s'effectuer en club. Deux niveaux supérieurs peuvent être passés ensuite sous la supervision d'un représentant du CNCCB : le pommeau blanc, qui évalue la gestion de l'opposition et des premières tactiques (second degré) de perturbation de l'adversaire, et le pommeau jaune pour lequel le canniste doit être capable de mettre en œuvre un bagage technique et tactique complet pour prendre l'avantage lors d'une opposition. L'épreuve d'évaluation de chacun de ces pommeaux dure une quarantaine de minutes.

## Réglementation des assauts
Les assauts en compétitions sont composés de 2 à 4 reprises en fonction des compétitions et des différentes phases. La durée varie en fonction des catégories, entre une minute et demie et deux minutes. Chaque touche réussie sur l'adversaire fait gagner des points.
Les combats se déroulent dans un cercle de 9 mètres de diamètre. Si un des tireurs sort de ce cercle, le combat est interrompu et un point est accordé à son adversaire.
L'assaut n'est pas interrompu après une touche (on peut donc les enchaîner). Le principe de parade riposte empêche les tireurs de se sacrifier pour accumuler les touches en reposant uniquement sur la vitesse d'exécution.
Celui qui a le plus de points à l'issue de la dernière reprise est déclaré vainqueur.

### Déroulement d'un assaut
L'assaut est découpé en reprises. Le nombre et la durée de ces reprises varient selon les rencontres. Les valeurs de références sont au maximum de 4 reprises d'une durée allant d'une minute et trente secondes à deux minutes.
Avant les reprises et à la fin de l'assaut, au commandement de l'arbitre, les tireurs se saluent.
Au début de chaque reprise, au commandement de l'arbitre, les tireurs se positionnent en position de garde au centre de l'aire. Au commandement « En garde, Allez ! », la reprise commence. En dehors des interruptions pour irrégularité, l'assaut durera jusqu'au commandement « Stop ! Fin de la reprise » de l'arbitre.

### Les juges et l'arbitre
Trois juges assurent le décompte des points. Chaque juge comptabilise indépendamment des autres les touches qu'il estime valides. Les points comptabilisés par chaque juge sont ensuite additionnés ; chaque touche va ainsi rapporter de 0 à 3 points, en fonction de sa qualité et de la perception des juges. Les juges interviennent également pour valider ou non les demandes d'avertissements, prendre des décisions en cas d'égalité ou se prononcer en cas de demande d'avertissement.
Pour encadrer l'assaut, un arbitre intervient en cas de faute technique ou tactique. Il délivre selon la situation une observation, une pénalité ou une demande d'avertissement. Cette dernière doit alors être validée par vote par les juges. C'est également lui qui encadre le temps de l'assaut, en indiquant le début et la fin des reprises.

### Validité d'une touche
Au cours de l'assaut, les juges doivent évaluer si une touche portée par un tireur est valide. Pour cela, la touche doit répondre à plusieurs critères.
Tout d'abord, le tireur doit avoir respecté le principe parade/esquive - riposte, c'est-à-dire qu'il doit avoir évité ou paré le coup de son adversaire pour pouvoir le toucher. Un autre principe à respecter est le principe de priorité, la priorité allant au tireur ayant atteint la position d'armé en premier.
Sur la forme de la touche, il faut que le coup ait été armé (le pommeau de la canne doit être passé derrière l'axe de la colonne vertébrale) et corresponde à l'une des six techniques codifiées, et que le tireur ait déployé sa technique de façon franche, avec un alignement de l'épaule, de la main et de l'extrémité de la canne au moment de la touche ; de plus, la canne doit avoir suivi une trajectoire dans un plan horizontal ou vertical en fonction du coup. D'autre part, la touche doit avoir été donnée sur une surface autorisée en compétition : les côtés et le dessus du masque ainsi que la grille (si le coup est clairement dirigé vers le visage, et ne fait pas que frôler la grille) pour un coup en tête, au-dessus de la ceinture et en dessous des pectoraux pour un coup en flanc, et au-dessus de la cheville et en dessous du genou pour un coup en jambe. Une touche ne sera comptabilisée que si elle est donnée avec la surface de touche de la canne (quart supérieur). Enfin, les coups en ligne basses doivent être accompagnés d'une fente ou d'une flexion.
Les coups d'estoc sont proscrits et sanctionnés.

### Comptage des points
Les juges sont responsables de comptabiliser les points. Un tireur se voit attribuer un point pour chaque touche valide. Par contre, chaque pénalité rapporte un point à son adversaire, qu'elle soit prononcée pour un lâcher de canne, une sortie d'aire, un retard à l'appel ou un constat d'équipement incomplet ; de plus, chaque avertissement demandé par l'arbitre et validé par vote par les juges rapporte deux points à l'adversaire.

## Dans le monde
- Pays ayant participé à au moins une compétition internationale de canne de combat depuis 2004.

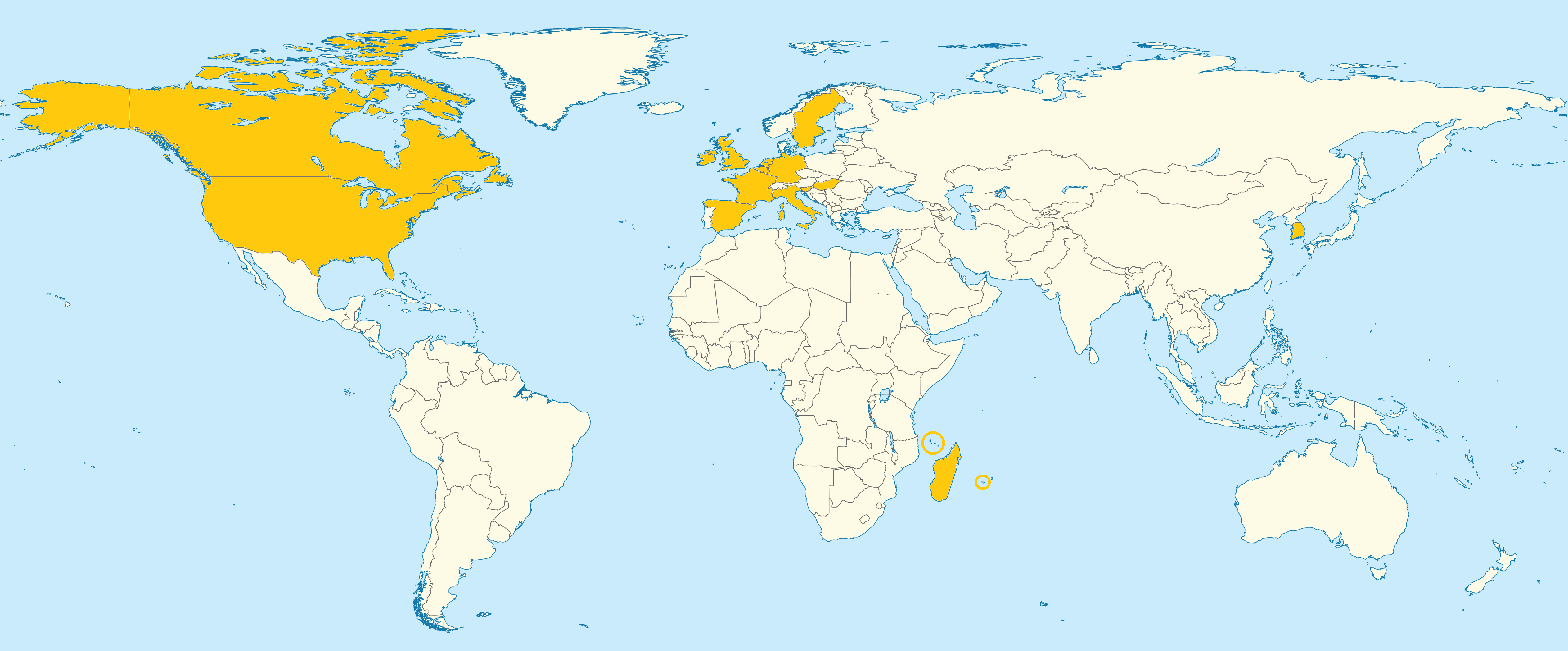
Pays ayant participé à au moins une compétition internationale de canne de combat depuis 2004.

La canne de combat est bien développée en France, même si elle y reste un sport relativement confidentiel (environ 4 000 licenciés, mais jusqu'à 10 000 cannistes). Sa pratique est fortement implantée à La Réunion depuis 1989.
Ce sport est également pratiqué en Italie, en Belgique, aux Pays-Bas, en Espagne et aux États-Unis. Par ailleurs, les premiers championnats du monde de canne de combat attirent des tireurs du Canada, du Royaume-Uni, d'Allemagne, de Slovénie, de Madagascar, de Maurice, des Comores et de Serbie. La Corée du Sud, la Hongrie et la Suède sont également intéressées.

## Les compétitions
La codification de la canne de combat datant des années 1970, l'historique des compétitions est relativement récent. La première compétition sous sa forme contemporaine a été organisée en 1979, à Paris. Il faut attendre 2004 pour voir apparaître la première compétition internationale, le championnat du monde de canne de combat. La première édition des championnats d'Europe est organisée en 2006,.
Le CNCCB a élaboré des règles spécifiques pour pouvoir faire de la canne un handisport,.

### Compétitions en France
En France, le CNCCB organise quatre compétitions nationales :
- le championnat de France, réservé aux licenciés français ayant réussi à se qualifier lors des tournois régionaux. On y distingue différentes catégories de tireurs en fonction de l'âge, du sexe et du classement (selon deux « séries », classement tenant compte des résultats aux compétitions précédentes)[95] ;
- les internationaux de France, qui sont ouverts à toute personne voulant participer (français ou étrangers)[95] ;
- le challenge national jeunes et le challenge national vétérans[95].

En dehors des compétitions organisées par le CNCCB, des compétitions officielles locales ont lieu de manière régulière. Parmi ces compétitions officielles, certaines sont dédiées aux assauts en équipe, comme le Miladiou, à Figeac, depuis 2003, les TiTis Parisien, à Paris, depuis 2005, et le Bazhataeg, à Quimper, depuis 2005.
Les compétitions par équipes peuvent se dérouler en assauts individuels ou en relais. Dans le cas d'assauts individuels, les résultats des membres de l'équipe sont additionnés. Au cours des compétitions en équipe en relais, toutes les minutes, un arrêt de jeu permet de permuter le tireur présent dans l'aire avec un autre membre de l'équipe.
D'autres compétitions locales et inter-clubs sont aussi régulièrement organisées.
| Année | Lieu                     | Vainqueur 1re série masc. | Vainqueur 1re série fem. |
| ----- | ------------------------ | ------------------------- | ------------------------ |
| 2024  | Calais                   | David Leblé               | Margaux Fournier         |
| 2023  | Douai                    | Thomas Dardour            | Jennifer Zribi           |
| 2022  | Bordeaux                 | Xavier Lejeune            | Margaux Fournier         |
| 2019  | Clermont-Ferrand         | Benjamin Latt             | Pauline Abbadie          |
| 2018  | Pont-Sainte-Maxence      | Benjamin Latt             | Margaux Fournier         |
| 2017  | Saint-Herblain           | Benjamin Latt             | Margaux Fournier         |
| 2016  | Outreau                  | Benjamin Latt             | Aurélie Schneider        |
| 2015  | Schiltigheim             | Benjamin Latt             | Aurélie Schneider        |
| 2014  | Villefranche-de-Rouergue | Benjamin Latt             | Sélénia Claudin-Mabire   |
| 2013  | Ambérieu-en-Bugey        | Benjamin Latt             | Sélénia Claudin-Mabire   |
| 2012  | Clermont-Ferrand         | Benjamin Latt             | Charlotte Payet          |
| 2011  | Châtellerault            | Benjamin Latt             | Cécile Serris            |
| 2010  | Bordeaux                 | Florian Adami             | Marine Gaudin            |
| 2009  | Rodez                    | Frodo Van de Geuchte      | Marine Gaudin            |
| 2008  | Paris                    | Florian Adami             | Nicole Chane Foc         |
| 2007  | Clermont-Ferrand         | Benjamin Latt             | Nicole Chane-Foc         |
| 2006  | Paris                    | Jonathan Dudreuil         | Nicole Chane-Foc         |
| 2005  | Figeac                   | Jonathan Dudreuil         | Nicole Chane-Foc         |

### Compétitions internationales
Il existe deux compétitions internationales régulières de canne de combat : le championnat du monde, depuis 2004, et le championnat d'Europe, depuis 2006.
L'objectif du CNCCB est de promouvoir une rotation de ces championnats pour assurer une compétition internationale tous les deux ans. Les compétitions internationales sont organisées par la Fédération internationale de savate.
Mis à part ces championnats dédiés à la canne, la discipline a été représentée aux Jeux mondiaux des sports de combat 2013 (prix remporté par Benjamin Latt en canne de combat). Enfin, si la canne a effectivement été présente aux Jeux olympiques de 1900 et aux Jeux olympiques de Paris en 1924 en tant que sport de démonstration, cette situation ne semble pas devoir se renouveler.
| Année | Lieu           | Vainqueur masculin   | Vainqueur féminin      |
| ----- | -------------- | -------------------- | ---------------------- |
| 2018  | Plovdiv        | Benjamin Latt        | Nicole Holzmann        |
| 2016  | Varaždin       | Benjamin Latt        | Nicole Holzmann        |
| 2014  | Budapest       | Benjamin Latt        | Sélénia Claudin-Mabire |
| 2012  | Saint-Herblain | Benjamin Latt        | Sélénia Claudin-Mabire |
| 2008  | Frankenberg    | Frodo Van de Geuchte | Nicole Chane Foc       |
| 2004  | La Réunion     | Charly Joly          | Cloé Amara             |

| Année | Lieu         | Vainqueur masculin | Vainqueur féminin      |
| ----- | ------------ | ------------------ | ---------------------- |
| 2013  | Plovdiv      | Benjamin Latt      | Nicole Holzmann        |
| 2010  | Cambridge    | Florian Adami      | Sélénia Claudin Mabire |
| 2006  | Schiltigheim | Florian Adami      | Nicole Chane FOC       |

## Disciplines associées
La canne de combat est naturellement associée au bâton fédéral : long de 140 cm, pesant environ 400 g, il se tient à deux mains. Les règles et techniques des coups et les surfaces autorisées respectent la méthodologie des techniques et le règlement d’arbitrage de la canne de combat, et il est également développé par le CNCCB, qui organise sa pratique compétitive.
D'autres disciplines liées à la canne de combat sont parfois enseignées en club, comme la canne-chausson, qui mêle les techniques de canne de combat et les techniques de pieds de la boxe française,, ou la double canne, qui repose sur les mêmes fondements que la canne, mais avec une canne dans chaque main. Le CNCCB met également en avant la canne de défense, dont les techniques sont reprises, empruntées et adaptées de diverses disciplines anciennes ou modernes, et où l'objectif n’est pas sportif mais plutôt une recherche d’efficacité pour se défendre ou défendre autrui lors d'une éventuelle altercation. Enfin, la méthode R.&J. Lafond comprend une forme particulière de canne nommée le panache.
Il existe de nombreuses autres disciplines utilisant des cannes ou des bâtons, dans la plupart des cultures, sans pour autant qu'elles soient issues de la canne de combat. On peut cependant en rapprocher certaines de la canne de combat, comme le système Bartitsu d'Edward William Barton-Wright, ou le lathi (en) codifié par H. G. Lang en 1923, car elles ont été influencées par les travaux de Pierre Vigny au début du XXe siècle.

## Dans la culture

### Littérature

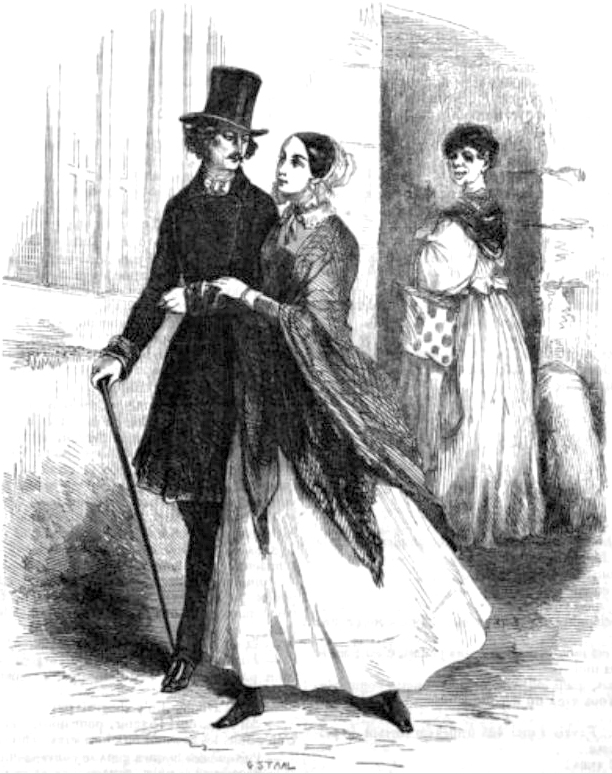
Dans Les Mystères de Paris, Rodolphe excelle dans toutes sortes de disciplines de combat, dont la canne.

La littérature du XIXe siècle reflète l'usage de la canne comme moyen de défense. C'est le cas notamment dans Les Mohicans de Paris d'Alexandre Dumas ou dans Les Mystères de Paris d'Eugène Sue. En effet, ces deux auteurs étaient férus de canne de combat.
Au-delà de la fiction, de nombreux auteurs ont été témoins de l'âge d'or de la canne au XIXe siècle. Simone de Beauvoir évoque son grand-père pratiquant la canne en tant que sport dans Mémoires d'une jeune fille rangée. Théophile Gautier décrit l'ambiance des salles d'armes et fait même référence au moulinet de canne nommé « la rose couverte » ; Ernest Feydeau y fait également allusion.
La canne de combat apparaît dans la littérature contemporaine, comme dans Canne de fer et Lucifer de Léon Maret. Dans La Voie Verne, Jacques Martel prête à Jules Verne une certaine habileté à la canne.

### Cinéma et séries télévisées
Les œuvres cinématographiques mettant en lumière la canne de combat ont souvent pour cadre l'âge d'or de la canne (entre le XIXe siècle et le début du XXe siècle). Les exemples ci-après reflètent bien cela :
- Eugène-François Vidocq utilise une canne pour combattre l'« Alchimiste » dans le film Vidocq (2001) ;
- on retrouve des coups de canne et de savate dans Arsène Lupin (2004)[143] ;
- les Brigades du Tigre étaient formées à la canne de combat[24], c'est pourquoi on retrouve des techniques propres à cette discipline dans la série télévisée Les Brigades du Tigre (1974-1983) ainsi que dans le film du même nom (2006)[144] ;
- Jonny Lee Miller s'entraîne fréquemment à la canne dans la série Elementary (depuis 2012). En effet, la série met en avant Sherlock Holmes comme un homme d'action ayant une parfaite maîtrise du singlestick[145] (la traduction française d'Une étude en rouge suggère que Sherlock Holmes maîtrise bien la canne[146], mais la version anglaise parle plutôt de singlestick[147]) ;
- l'acteur Patrick Macnee s'est soumis à un entraînement de canne pour son rôle dans la série Chapeau melon et bottes de cuir (de 1961 à 1969)[148], même s'il ne manipule pas de canne mais utilise plutôt son parapluie.

#### Traités antérieurs auXIXesiècle
- (de) Hans Lecküchner, Der Altenn Fechter anfengliche Kunst, 1531 (lire en ligne)
- La noble science des joueurs d'épée, Anvers, Vorsterman, 1538 (lire en ligne)

#### Traités duXIXesiècle
- Gaston Bonnefont, Les exercices du corps, Louvet et Cie, 1890 (lire en ligne)
- Joseph Charlemont (préf. Fernand Lagrange), L'art de la boxe française et de la canne : nouveau traité pratique et théorique, Paris, à l'Académie de boxe, 1899, 313 p. (BNF 31930594)
- Henry de Jarry de Bouffémont, Manuel de gymnastique éclectique pour tous les âges, Paris, Librairie militaire de Dumaine, 1871 (BNF 30647386)
- M. Larribeau, Nouvelle théorie du jeu de la canne, Paris, 1856 (lire en ligne)
- P. Le Guénec, Manuel de gymnastique, Paris, Maison Jules DELALAIN, 1886 (lire en ligne [[PDF]])
- Louis Leboucher, Théorie pour tirer la canne en 25 leçons, Paris, 1843 (lire en ligne)
- Ministère de l'instruction publique et des beaux-arts, Manuel d'exercices gymnastiques et de jeux scolaires, Paris, Imprimerie nationale, 1892, 294 p. (BNF 33469669)
- Ministère de la Marine et des Colonies, Manuel pour l'enseignement de la gymnastique et de l'escrime, Paris, Librairie Militaire de Dumaine, 1875 (lire en ligne)
- Un amateur, élève de Michel, dit Pisseux, Théorie pratique sur l'Art de la Savate et de la Canne, Paris, 1845-1850 (lire en ligne)
- Eugène Humé et J. Renkin, Traité et théorie de canne royale, Bruxelles, 1862 (BNF 31198489)
- (en) Donald Walker, « The Shilelah », dans Defensive exercices, Londres, 1840, 193 p. (lire en ligne), p. 62-65

#### Ouvrages liés à la pratique contemporaine
- CNCCB, Cahier A : Technique de Canne de Combat, octobre 2017 (lire en ligne)
- CNCCB, Cahier I : Règlement d'arbitrage, janvier 2018 (lire en ligne)
- CNCCB, Cahier J : Règlement des compétitions, janvier 2018 (lire en ligne)
- Fédération Française de SAVATE boxe française et Disciplines Associées, Cahier N°10 : Canne de combat et bâton, septembre 2005 (lire en ligne)
- Fédération Française de SAVATE boxe française et Disciplines Associées, Historique : Cahier N°2, 2014, 27 p. (lire en ligne)
- Bernard Plasait, Défense et illustration de la boxe française : savate, canne, chausson, Sédirep, 1971, 173 p.
- Maurice Sarry, La Canne : Arme de défense, sport de combat, 1978
- Philippe Conjat, Canne & bâton : un sport de combat, 1998

#### Autres
- Michaël Attali et Jean Saint-Martin, Dictionnaire culturel du sport, Paris, Armand Colin, 23 juin 2010, 584 p. (ISBN 978-2-200-35547-0, lire en ligne)
- Henry Daressy, Archives des Maitres d'Armes de Paris, Paris, 1888 (lire en ligne)
- (en) Thomas A. Green et Joseph R. Svinth, Martial Arts of the World : An Encyclopedia of History and Innovation, vol. 1, Santa Barba - Denver - Oxford, ABC-CLIO, 2010, 663 p. (ISBN 978-1-59884-243-2, lire en ligne)
- François Icher, Dictionnaire du compagnonnage, Le Mans, Éditions du Borrego, juillet 1992, 320 p. (lire en ligne)
- Aimé Prouzet, La canne de défense : Art martial français d'autodéfense en 12 leçons, Paris, Édition Lanore, 2008, 240 p. (ISBN 978-2-85157-366-7, lire en ligne)